# Don Kichot i Sancho Pansa
Don Kichot i Sancho Pansa (znany także pod tytułem Jeźdzcy nad Jeziorem Ejerdirskim) – obraz Jacka Malczewskiego wykonany w technice olejnej w latach 1895-1900. Obraz znajduje się w zbiorach Muzeum Narodowego w Krakowie. 

## Historia

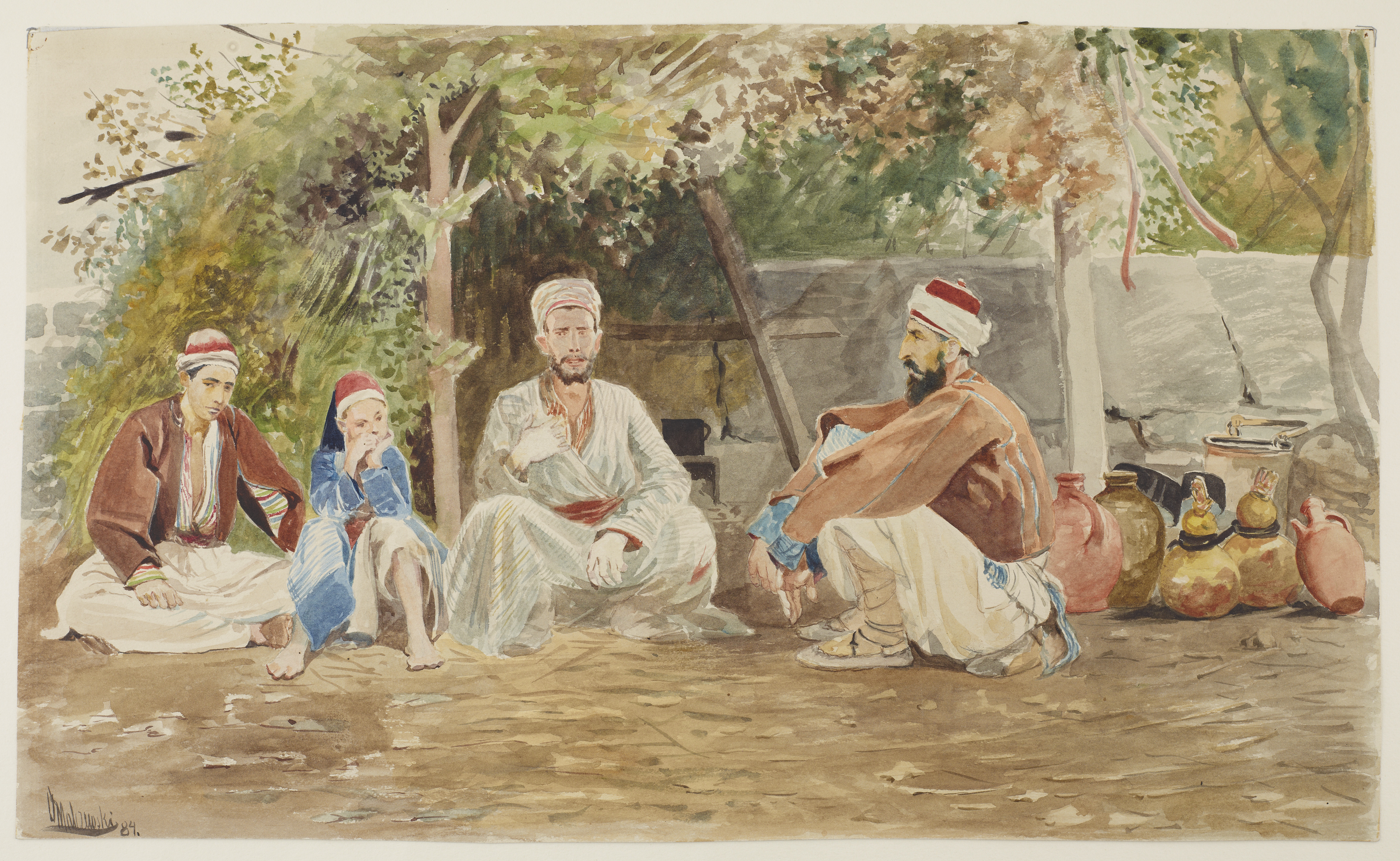
Scena rodzajowa z Azji Mniejszej, 1884, akwarela, płótno, Muzeum Narodowe w Krakowie

Obraz przedstawia Karola Lanckorońskiego i Jacka Malczewskiego nad jeziorem Beyşehir w drodze do Konya. Potwierdza to napis na blejtramie, który brzmi:  
Karol Lanckoroński i Jacek Malczewski jako Don Kichot i Sancho Pansa w Azji Mniejszej w r. 1893-5 lub nad Morzem Martwym. 
W 1884 roku artysta wziął udział w wyprawie archeologicznej do Pamfilii i Pizydii, zorganizowanej przez Karola Lanckorońskiego. Jacek Malczewski w roli kronikarza dokumentował życie społeczności mijanych wiosek i miast oraz codzienność członków ekspedycji. Podczas wyprawy powstały liczne rysunki i akwarele artysty, które przechowywane są w zbiorach Zamku Królewskiego na Wawelu oraz Muzeum Narodowego w Krakowie.

## Interpretacja
Jacek Malczewski z humorem nawiązuje do XVII-wiecznej powieści Miguela de Cervantesa Don Kichot. W rolę błędnego rycerza Don Kichota wciela Karola Lanckorońskiego, fundatora i organizatora wyprawy do Azji Mniejszej, a wiernego giermka Sancho Pansę – samego siebie.  

## Wystawy
Don Kichot i Sancho Pansa pojawiał się na wystawach poświęconych życiu i twórczości artysty oraz okazjonalnie na innych tematycznie wystawach. Oto wybrane z nich:
- Dzieje Pracowni. Józef Chełmoński, Adam Chmielowski, Stanisław Witkiewicz, Antoni Piotrowski w pracowni w Hotelu Europejskim w Warszawie, 21.03 – 06.06.2010, Muzeum Narodowe w Poznaniu,
- Jacek i Rafał Malczewscy, 05.03 – 31.08.2011, Muzeum im. Jacka Malczewskiego w Radomiu; II edycja – 14.10.2011 – 20.02.2012, Muzeum Narodowe w Gdańsku; III edycja – 06.03 – 24.06.2012, Muzeum Okręgowe w Sandomierzu,
- W zaczarowanym świecie Jacka Malczewskiego, 05.10 – 18.11.2012, Centrum Kultury i Sportu w Krzeszowicach,
- Jacek Malczewski romantyczny, 17.02 – 31.07.2022, Muzeum Narodowe w Krakowie.